# Arcossó
Arcossó is een plaats (freguesia) in de Portugese gemeente Chaves en telt 365 inwoners (2001).